# Ismelia
Ismelia es un género monotípico perteneciente a la familia de las asteráceas. Su única especie: Ismelia carinata, es originaria de Canarias y Norte de África.

## Descripción
Es una planta anual que alcanza un tamaño de 10-30 cm de altura. Tallo erguido, ramificado generalmente distal. Hojas caulinares sobre todo, alternas, pecioladas o sésiles; hojas obovadas a oblongas, por lo general bi-pinnada lobuladas. Involucro hemisférico de 12-25 mm de diámetro, brácteas persistentes, de 20-30 en 2 - 3 series, distintas, ovadas u obovadas  o lanceoladas. Corolas proximal de color blanco o rojo y  violeta, distal amarillo o blanco. Disco del florete 80-150, bisexuales y fértiles.

## Distribución
Las especies son originarias del Norte de África, e introducida en otros lugares.

## Taxonomía
Ismelia carinata fue descrita por  (Schousb.) Sch.Bip. y publicado en Histoire Naturelle des Îles Canaries 3(2,2): 271. 1844.
Sinonimia
- Chrysanthemum assakae Caball.
- Chrysanthemum carinatum var. chrysoporphyreum Maire & al.
- Glebionis carinata (Schousb.) Tzvelev
- Ismelia versicolor Cass.[4]